# Американские Виргинские Острова на летних Олимпийских играх 2016
Американские Виргинские острова на летних Олимпийских играх 2016 года были представлены 7 спортсменами в 4 видах спорта. Знаменосцем сборной Американских Виргинских островов на церемонии открытия Игр стал участник Игр 2012 года яхстмен Сай Томпсон, а на церемонии закрытия флаг нёс боксёр Клейтон Лоран, уступивший во втором раунде супертяжёлой весовой категории будущему олимпийскому чемпиону французу Тони Йоке. По итогам соревнований на счету спортсменов островного государства не оказалось ни одной награды. Эти Игры стали для Американских Виргинских Островов уже двенадцатыми и по прежнему на счету сборной значится лишь одна медаль, завоёванная яхстменом Питером Холмбергом в классе «Финн» на Играх 1988 года в Сеуле.

## Состав сборной
Бокс
1. Клейтон Лоран

 Лёгкая атлетика
1. Мухаммад Халим
2. Эдди Ловетт
3. Лаверн Джонс-Феррет

 Парусный спорт
1. Сай Томпсон

 Плавание
1. Рексфорд Тулилус
2. Кайли Уотсон

## Результаты соревнований

### Бокс
Квоты, завоёванные спортсменами являются именными. Если от одной страны путёвки на Игры завоюют два и более спортсмена, то право выбора боксёра предоставляется национальному Олимпийскому комитету. Соревнования по боксу проходят по системе плей-офф. Для победы в олимпийском турнире боксёру необходимо одержать либо четыре, либо пять побед в зависимости от жеребьёвки соревнований. Оба спортсмена, проигравшие в полуфинальных поединках, становятся обладателями бронзовых наград.
Мужчины
| Категория   | Спортсмены    | Первый раунд        | Второй раунд       | Четвертьфинал      | Полуфинал          | Финал              | Место |
| Категория   | Спортсмены    | Соперник Результат  | Соперник Результат | Соперник Результат | Соперник Результат | Соперник Результат | Место |
| ----------- | ------------- | ------------------- | ------------------ | ------------------ | ------------------ | ------------------ | ----- |
| свыше 91 кг | Клейтон Лоран | GERЭ. Пфайфер В 2:1 |                    |                    |                    |                    |       |

### Водные виды спорта

#### Плавание
В следующий раунд на каждой дистанции проходят спортсмены, показавшие лучший результат, независимо от места, занятого в своём заплыве.
Мужчины
| Дистанция           | Спортсмены       | Предварительный раунд | Предварительный раунд | Предварительный раунд | Полуфинал            | Полуфинал            | Полуфинал            | Финал                | Финал                |
| Дистанция           | Спортсмены       | Заплыв                | Результат             | Место                 | Заплыв               | Результат            | Место                | Результат            | Место                |
| ------------------- | ---------------- | --------------------- | --------------------- | --------------------- | -------------------- | -------------------- | -------------------- | -------------------- | -------------------- |
| 200 метров на спине | Рексфорд Тулилус | 1                     | 1:59,14               | 20                    | завершил выступление | завершил выступление | завершил выступление | завершил выступление | завершил выступление |

Женщины
| Дистанция           | Спортсмены   | Предварительный раунд | Предварительный раунд | Предварительный раунд | Полуфинал             | Полуфинал             | Полуфинал             | Финал                 | Финал                 |
| Дистанция           | Спортсмены   | Заплыв                | Результат             | Место                 | Заплыв                | Результат             | Место                 | Результат             | Место                 |
| ------------------- | ------------ | --------------------- | --------------------- | --------------------- | --------------------- | --------------------- | --------------------- | --------------------- | --------------------- |
| 100 метров на спине | Кайли Уотсон | 2                     | 1:07,19               | 30                    | Завершила выступление | Завершила выступление | Завершила выступление | Завершила выступление | Завершила выступление |

### Лёгкая атлетика
Мужчины
Беговые дисциплины
| Дисциплина                    | Спортсмен   | Предварительный раунд | Предварительный раунд | Предварительный раунд | Четвертьфиналы | Четвертьфиналы | Четвертьфиналы | Полуфиналы | Полуфиналы | Полуфиналы | Финал | Финал |
| Дисциплина                    | Спортсмен   | Забег                 | Время                 | Место                 | Забег          | Время          | Место          | Забег      | Время      | Место      | Время | Место |
| ----------------------------- | ----------- | --------------------- | --------------------- | --------------------- | -------------- | -------------- | -------------- | ---------- | ---------- | ---------- | ----- | ----- |
| бег на 110 метров с барьерами | Эдди Ловетт |                       |                       |                       | не проводится  | не проводится  | не проводится  |            |            |            |       |       |

Технические дисциплины
| Дисциплина     | Спортсмен      | Квалификация | Квалификация | Финал     | Финал |
| Дисциплина     | Спортсмен      | Результат    | Место        | Результат | Место |
| -------------- | -------------- | ------------ | ------------ | --------- | ----- |
| тройной прыжок | Мухаммад Халим |              |              |           |       |

Женщины
Беговые дисциплины
| Дисциплина        | Спортсмен           | Предварительный раунд | Предварительный раунд | Предварительный раунд | Четвертьфиналы | Четвертьфиналы | Четвертьфиналы | Полуфиналы | Полуфиналы | Полуфиналы | Финал | Финал |
| Дисциплина        | Спортсмен           | Забег                 | Время                 | Место                 | Забег          | Время          | Место          | Забег      | Время      | Место      | Время | Место |
| ----------------- | ------------------- | --------------------- | --------------------- | --------------------- | -------------- | -------------- | -------------- | ---------- | ---------- | ---------- | ----- | ----- |
| бег на 200 метров | Лаверн Джонс-Феррет |                       |                       |                       |                |                |                |            |            |            |       |       |

### Парусный спорт
Соревнования по парусному спорту в каждом из классов состояли из 10 гонок, за исключением класса 49-й, где проводилось 12 заездов. В каждой гонке спортсмены начинали заплыв с общего старта. Победителем каждой из гонок становился экипаж, первым пересекший финишную черту. Количество очков, идущих в общий зачёт, соответствовало занятому командой месту. 10 лучших экипажей по результатам 10 заплывов попадали в медальную гонку, результаты которой также шли в общий зачёт. В медальной гонке, очки, полученные экипажем удваивались. В случае если участник соревнований не смог завершить гонку ему начислялось количество очков, равное количеству участников плюс один. При итоговом подсчёте очков не учитывался худший результат, показанный экипажем в одной из гонок. Сборная, набравшая наименьшее количество очков, становится олимпийским чемпионом.
Мужчины
На летних Олимпийских играх 2016 года Американские Виргинские острова будет представлять Сай Томпсон, который получил олимпийскую лицензию, заняв 38-е место на чемпионате мира 2014 года. Для него эти Игры станут вторыми в карьере. В 2012 году на Играх в Лондоне Томпсон занял 25-е место.
| Класс | Спортсмены  | Гонка | Гонка | Гонка | Гонка | Гонка | Гонка | Гонка | Гонка | Гонка | Гонка | Гонка         | Гонка         | Гонка | Очки | Место |
| Класс | Спортсмены  | 1     | 2     | 3     | 4     | 5     | 6     | 7     | 8     | 9     | 10    | 11            | 12            | M     | Очки | Место |
| ----- | ----------- | ----- | ----- | ----- | ----- | ----- | ----- | ----- | ----- | ----- | ----- | ------------- | ------------- | ----- | ---- | ----- |
| Лазер | Сай Томпсон |       |       |       |       |       |       |       |       |       |       | Не проводится | Не проводится |       |      |       |